# Idiot Wind
Idiot Wind – piosenka skomponowana przez Boba Dylana, nagrana przez niego w grudniu 1974 r., wydana na albumie Blood on the Tracks w styczniu 1975 r.

## Historia i charakter utworu
Piosenka ta została nagrana na szóstej sesji do albumu Blood on the Tracks 27 grudnia 1974 r. w Sound 80 Studios w Minneapolis w stanie Minnesota. Została ona także wydana na koncertowym albumie Hard Rain i składance The Bootleg Series Volumes 1–3 (Rare & Unreleased) 1961–1991.
Po raz pierwszy Dylan nagrał tę piosenkę na pierwszej sesji do albumu 16 września w Columbia A & R Studios w Nowym Jorku. Ta wersja ukazała się na próbnym tłoczeniu gotowego albumu prawdopodobnie 25 września i została poddana overdubbingowi 8 października.
19 września, na sesji czwartej, Dylan ponownie przystąpił do nagrywania tej kompozycji. Ostatecznie została ona wydana na albumie The Bootleg Series Volumes 1–3 (Rare & Unreleased) 1961–1991.
Niezadowolony ze wszystkich poprzednich wersji, Dylan nie dopuścił do wydania gotowego już albumu i korzystając z pobytu w Minneapolis w stanie Minnesota (z powodu bożonarodzeniowych świąt), powtórnie nagrał sześć piosenek, w tym "Idiot Wind". Zespołem towarzyszącym byli lokalni muzycy, a producentem obu sesji został brat artysty – David Zimmerman. "Idiot Wind" został nagrany na pierwszej z tych sesji 27 grudnia w Sound 80 Studios.
Oliver Trager napisał o tej piosence – Dylan najlepszy i najgniewniejszy. Utwór ten dotyczy zarówno rozsypującego się intymnego związku jak i podupadającego narodu. Jest to zarazem jeden z najlepszych utworów Dylana pod względem poetyckim: Trager porównuje poetykę kompozycji do rzeźbienia w marmurze, gdy spod brutalnych ciosów dłuta artysty, wyłania się dzieło sztuki.
Zakres użytej zamglonej i dramatycznej symboliki da się porównać z najlepszymi tekstami Dylana z połowy lat 60. XX w. Ona w połączeniu z intensywnym wokalem Dylana, kreuje niepojącą atmosferę utworu o niekorzystnych zmianach społecznych i osobistym zgorzknieniu. Choć kompozycja ta jest wielotematyczna, to jednak rozpadający się związek Dylana i Sary nie pozostaje w ukryciu. Dylan atakuje w nim swoją małżonkę ("Jesteś idiotką, kochanie/To cud, że wciąż wiesz jak oddychać"), co jest oczywiste mimo pewnego zawoalowania.
Piosenka ta jest tak pełna emocji, że ulegała ciągłym zmianom, którym Dylan poddawał tekst, a to z kolei wpływało na sposób jej wykonywania i nastrój. Najbardziej agresywne i jadowite wykonania tego utworu pojawiły się w drugiej części Rolling Thunder Revue na początku 1976 r., który to rok okazał się rokiem rozwodu. I równocześnie był to okres skandalu Watergate.
Piosenka ta należy do tego samego zbioru co "Ballad of a Thin Man", "Positively 4th Street" i "Like a Rolling Stone".
John Bauldie w swoim tekście w broszurce do albumu The Bootleg Series Volumes 1–3 (Rare & Unreleased) 1961–1991 napisał, iż jednym ze źródeł literackich "Idiot Wind" jest Macbeth Shakespeare’a (zwłaszcza scena 5 z 5 aktu – życie jest opowieścią idioty). Innym źródłem może być Norman Raeben, a którego Dylan studiował malarstwo w 1974 r. i się z nim zaprzyjaźnił. Według jego poglądów istnieje "wiatr idiotów", który wiejąc oślepia całe ludzkie istnienie.

## Muzycy
Sesja 6
- Bob Dylan – gitara, harmonijka, wokal
- Greg Inhofer – instrumenty klawiszowe
- Bill Peterson – gitara basowa
- Bill Berg – perkusja
- Chris Weber – gitara

## Dyskografia
Albumy
- Hard Rain (1976)
- Masterpieces' (1978)
- The Bootleg Series Volumes 1–3 (Rare & Unreleased) 1961–1991 (1991)

## Wykonania piosenki przez innych artystów
- Gerard Quintana and Jordi Batiste – Els Miralls de Dylan (1999)
- Lemmings Travel to the Sea – Lemmings Travel to the Sea (2001)
- Mary Lee's Corvette – Blood on the Tracks (2002)